# Javier Fernández (judoka)
Francisco Javier Fernández Díaz (n. 10 de agosto de 1981) es un deportista español que compitió en judo.

## Historial Deportivo
- Club: CAR MADRID // Entrenador Personal: Antonio Sánchez
- Club: Campol Asturias

## Palmarés nacional
| Campeonato de España de Yudo | Campeonato de España de Yudo | Campeonato de España de Yudo | Campeonato de España de Yudo | Campeonato de España de Yudo | Campeonato de España de Yudo      |
| Año                          | Nivel                        | Sede                         | Lugar                        | Fecha                        | Categoría                         |
| ---------------------------- | ---------------------------- | ---------------------------- | ---------------------------- | ---------------------------- | --------------------------------- |
| 2012                         | Senior                       | Pamplona                     | 1.º                          | 01/01/2012                   | Extra lightweight (60 kg)/U60/-60 |
| 2007                         | Senior                       | Madrid                       | 2.º                          | 21/01/2007                   | Extra lightweight (60 kg)/U60/-60 |
| 2006                         | Senior                       | Madrid                       | 3.º                          | 29/01/2006                   | Extra lightweight (60 kg)/U60/-60 |
| 2005                         | Senior                       | Madrid                       | 2.º                          | 30/01/2005                   | Extra lightweight (60 kg)/U60/-60 |
| 2004                         | Senior                       | Madrid                       | 2.º                          | 24/01/2004                   | Extra lightweight (60 kg)/U60/-60 |
| 2003                         | Senior                       | Madrid                       | 2.º                          | 26/01/2003                   | Extra lightweight (60 kg)/U60/-60 |
| 2002                         | U23                          | Madrid                       | 3.º                          | 27/11/2002                   | Extra lightweight (60 kg)/U60/-60 |
| 2002                         |                              | Madrid                       | 3.º                          | 27/01/2002                   | Extra lightweight (60 kg)/U60/-60 |
| 2001                         | U23                          | Madrid                       | 1.º                          | 11/11/2001                   | Extra lightweight (60 kg)/U60/-60 |
| 2000                         |                              | Alcalá de Henares            | 3.º                          | 16/01/2000                   | Extra lightweight (60 kg)/U60/-60 |

1999 oro campeonato España U20
1998 oro campeonato España U19

## Palmarés internacional
| Año  | Torneo                                    | Sede                  | Lugar | Fecha      | Categoría                         |
| ---- | ----------------------------------------- | --------------------- | ----- | ---------- | --------------------------------- |
| 2011 | European Police Championships             | París Francia         | 2.º   | 15/05/2011 | Extra lightweight (60 kg)/U60/-60 |
| 2009 | International Tournament                  | Málaga España         | 2.º   | 14/03/2009 | Extra lightweight (60 kg)/U60/-60 |
| 2005 | Juegos Mediterráneos                      | Almería España        | 3.º   | 28/06/2005 | Extra lightweight (60 kg)/U60/-60 |
| 2005 | Campeonato Europeo de Judo                | Róterdam Países Bajos | 7.º   | 19/03/2005 | Extra lightweight (60 kg)/U60/-60 |
| 2004 | Kiyoshi Kobayashi                         | Coimbra Portugal      | 1.º   | 07/03/2004 | Extra lightweight (60 kg)/U60/-60 |
| 2002 | A-Tournament                              | Sofía Bulgaria        | 5.º   | 02/02/2002 | Extra lightweight (60 kg)/U60/-60 |
| 2000 | Campeonato del Mundo (Junior/U20) de Yudo | Nabeul Túnez          | 3.º   | 29/10/2000 | Extra lightweight (60 kg)/U60/-60 |
| 2000 | Czech Junior Open                         | Jicin República Checa | 1.º   | 10/09/2000 | Extra lightweight (60 kg)/U60/-60 |
| 2000 | Belgian Open Championships                | Visé Bélgica          | 2.º   | 06/02/2000 | Extra lightweight (60 kg)/U60/-60 |
| 1999 | Campeonato Europeo (Junior/U20) de Yudo   | Roma Italia           | 3.º   | 21/11/1999 | Extra lightweight (60 kg)/U60/-60 |
| 1999 | International Tournament                  | Besançon Francia      | 2.º   | 24/04/1999 | Extra lightweight (60 kg)/U60/-60 |
| 1998 | Campeonato Europeo (Junior/U20) de Yudo   | Bucarest Rumania      | 7.º   | 22/11/1998 | Extra lightweight (60 kg)/U60/-60 |